# 1997 في النرويج
فيما يلي قوائم الأحداث التي وقعت خلال عام 1997 في النرويج.

## سياسة

### تعيين في المنصب
- 1 يناير – داغ أندرسون عضو برلمان النرويج  [لغات أخرى]‏.
- 1 أكتوبر – سيف ينسن عضو برلمان النرويج  [لغات أخرى]‏.
- 17 أكتوبر – شيل ماغنه بونديفيك رئيس وزراء النرويج.

### انتهاء فترة المنصب
- 17 أكتوبر – توربيورن ياغلاند رئيس وزراء النرويج.
- 17 أكتوبر – ينس ستولتنبرغ Minister of Finance of Norway ‏.

## أفلام
من الأفلام التي صدرت هذه السنة في النرويج:
- 3 أكتوبر – باربرا من إخراج Nils Malmros [الإنجليزية]‏.

## مواليد

### مارس
- 6 مارس – أليشا بو
- 7 مارس – توماس هايز ممثل نرويجي.

### أبريل
- 2 أبريل – هيرمان توميراس
- 17 أبريل – مارتن سامويلسن لاعب كرة قدم نرويجي.

### ديسمبر
- 31 ديسمبر – كيرستن بوجه سولاس لاعبة كرة يد نرويجية.